# Priboiu, Giurgiu
Priboiu este un sat în comuna Crevedia Mare din județul Giurgiu, Muntenia, România. La recensământul din 2002 avea o populație de 162 locuitori.